# Xian autonome mongol de Henan
Le xian autonome mongol de Henan (河南蒙古族自治县 ; pinyin : Hénán měnggǔzú Zìzhìxiàn ; tibétain : རྨ་ལྷོ་སོག་རིགས་རང་སྐྱོང་ཁུལ་, Wylie : rma-lho sog-rigs rang-skyong-khul) est un district administratif de la province du Qinghai en Chine. Il est placé sous la juridiction de la préfecture autonome tibétaine de Huangnan.

## Démographie
La population du district était de 28 683 habitants en 1999. Les mongols de Henan parlent un dialecte oïrate.
Une chronique locale indique que 5 749 Tibétains sur un total de 11 000 sont morts en 1958, lors d'un soulèvement anti-communiste à Khusin, Malho.

## Personnalité
- L'écrivain Tsering Döndrub auteur notamment de Tempête rouge qui aborde la révolte en Amdo en 1958 [4], [5].